# OnLive
OnLive foi uma plataforma de jogos eletrônicos em nuvem anunciada na Game Developers Conference em 2009 e comprada em 2015 pela Sony Computer Entertainment, que encerrou seus serviços em 30 de abril de 2015 para se concentrar em sua plataforma de jogo em nuvem, o PlayStation Now.

## Funcionamento
O serviço foi um equivalente ao "computação em nuvem": o jogo era sincronizado, renderizado e armazenado em um servidor remoto e então entregue online. O serviço foi anunciado como sendo compatível com qualquer PC rodando Windows XP ou Windows Vista, ou Mac utilizando OS X. Um computador modesto, que tenha requisitos mínimos para reprodução de vídeos, seria o necessário para jogar qualquer título desde que este esteja disponível no servidor Onlive. Por essa razão, o serviço foi visto como um forte competidor no mercado de consoles. No entanto, a Engadget comunica que "conexões de banda larga de 1.5 Mbps permitirão imagens de qualidade equivalente ao Wii, enquanto 4-5 Mbps são requeridas para resolução de alta definição". Os servidores do OnLive foram desligados no dia 30 de Abril de 2015, o software do serviço exibia a mensagem: "The onlive service is now coming to an end. so long. and thanks for all the fish."

## Empresas que contribuíram para a plataforma
Segundo o site Power Sonic, empresas como  Eletronic Arts, Take-Two, Ubisoft, Epic Games, Atari, Codemasters, THQ, Warner Bros, 2D Boy, Eidos Interactive e Sega propuseram a fornecer seus jogos para PC no serviço. Dezesseis títulos de jogos estavam atualmente disponíveis no site. O serviço estava em fase fechada de teste beta, com planos de fornecer um teste aberto durante o verão de 2009. O serviço tinha planos para ser lançado no inverno de 2009, nos Estados Unidos e mais tarde veio a ser  lançado no Brasil.

## Console
O OnLive disponibilizou um "MicroConsole", capaz de ser conectado em um televisor e diretamente com os servidores, para que seja possível usar os serviços sem a necessidade de um computador.
Steve Perlman também sugeriu que chips de compressão poderiam ser integrados em Set-Top boxes e outros eletrônicos comuns, para fornecer o serviço. O MicroConsole.

## PlayPass e o Playpack
Os Planos Da OnLive se dividem em dois tipos, O chamado PlayPass e o Playpack.
O PlayPass Full lhe garante um acesso ilimitado a um jogo enquanto ele estiver disponível no serviço da OnLive.
Também existem os planos PlayPlan 3 ou 5 dias. A diferença destes para o PlayPlan Full é exatamente o período que você terá acesso ao game. Como o próprio nome diz, você terá acesso ao jogo a contar do dia da compra por 3 ou 5 dias, dependendo do plano escolhido.
O outro modo seria o PlayPack, no qual o jogador paga US$ 9,99 por mês e tem acesso ilimitado a uma lista de jogos recentes, indie e classics. A OnLive promete atualizar essa lista do plano PlayPack com freqüência.

## Ceticismo
Após o anúncio da tecnologia, muitos jornalistas da área expressaram seu ceticismo a respeito do funcionamento do serviço OnLive. Muitos relataram isso à qualidade do serviço em condições reais, tanto no hardware requerido pelos centros de servidor para renderizar e comprimir o vídeo, como no impacto em conexões de banda larga comerciais na sua "entrega". Durante a GDC 2009, que ocorreu em São Francisco, o serviço estava a apenas 80 quilômetros do centro de dados de Santa Clara. Os testes fechados também abrangeram apenas algumas centenas de usuários no sistema.
Matt Peckham, da PC World, definiu que seria tecnicamente difícil transferir a imensa quantidade de dados que um jogo em alta definição precisaria; depois, ele mencionou que o OnLive precisaria de uma "banda larga determinista". Fornecendo uma "garantida, não-compartilhada, não-interrupta velocidade", mas a "banda larga ainda não está nesse ponto, nem ISPs que ofereçam essas garantias de performance". Também referiu-se ao fato de que nenhum dos jogos a ser comprado realmente seria propriedade do usuário. Até o momento, nenhum teste em larga escala tem sido feito, portanto ainda é obscuro onde ele poderia funcionar se instalado.
Entrevistado pela BBC, Steve Perlman respondeu ao ceticismo dizendo que o OnLive teria desenvolvido uma tecnologia própria de compressão, fazendo o serviço possível. "Ao invés de lutarmos contra a internet... e enviarmos pacotes atrasados ou fora de ordem, nós desenvolvemos um algoritmo que aceita essas características", ele explicou.
Cevat Yerli, o CEO da Crytek, pesquisou um método para streaming de jogos, mas concluiu que isso não seria viável até 2013. Yerli deixou claro que a Crytek não está diretamente envolvida com a OnLive, e que não tem nenhuma experiência pessoal usando o serviço.
Antes disso, a Electronic Arts, publisher do Crysis Warhead, da Crytek, possui uma parceria com a OnLive e testou e apoiou a tecnologia OnLive.
A respeito disso, Yerli afirmou, "Quero ver por eu mesmo. Não quero dizer que é bom ou é um fiasco. Espero que funcione para eles porque isso melhoraria a vida de gamers. A tecnologia de renderização baseada em vídeo não é realmente um conceito muito novo, mas eles poderão fazer coisas que não foram feitas ainda, então será algo interessante para ver".

## Nota
A Sony Computer Entertainment comprou a empresa OnLive e não continuará o projeto. Foi anunciado em 30 de abril de 2015 o fim da empresa. A notícia foi dada em 1 de abril de 2015 e, mesmo com expectativas de que fosse mentira, a empresa realmente encerrou suas atividades na mesma semana. A Sony, atual detentora das patentes do serviço de streaming de jogos OnLive, investe no PlayStation Now, um serviço de streaming exclusivo para produtos Sony, como PlayStation 3, PlayStation 4, PlayStation Vita, entre outros.